# Rock Pile Point
Der Rock Pile Point (englisch für Steinhaufenlandspitze, im Vereinigten Königreich Periphery Point, in Argentinien Punta Periferia) ist eine Landspitze an der Bowman-Küste des Grahamlands auf der Antarktischen Halbinsel. Sie bildet den östlichen Ausläufer der Bermel-Halbinsel.
Fotografiert und grob kartiert wurde die Landspitze bei der United States Antarctic Service Expedition (1939–1941). Die Teilnehmer der Forschungsreise verliehen der gesamten Halbinsel den deskriptiven Namen, der 1965 vom Advisory Committee on Antarctic Names auf das hier beschriebene Objekt übertragen wurde. Die durch das UK Antarctic Place-Names Committee vorgenommene Benennung verdankt die Landspitze dem Umstand, dass sie sich jeweils in der Peripherie dreier unabhängiger Vermessungen durch den Falkland Islands Dependencies Survey befand. Die argentinische Benennung ist eine bloße Übersetzung.